# John S. McKiernan

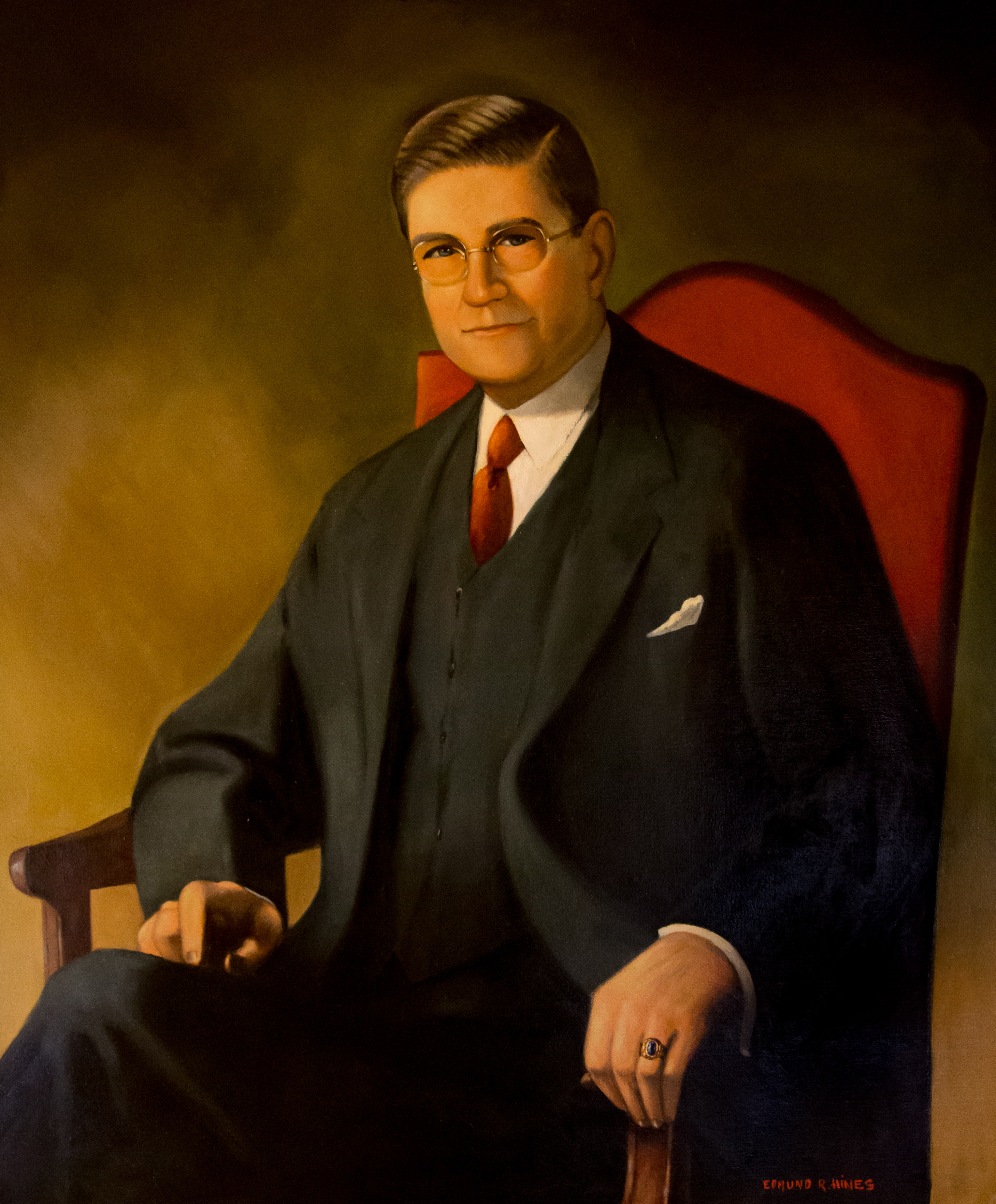
John S. McKiernan

John Sammon McKiernan (* 15. Oktober 1911 in Providence, Rhode Island; † 9. März 1997 in Warwick, Rhode Island) war ein US-amerikanischer Politiker und von 1950 bis 1951 Gouverneur des Bundesstaates Rhode Island.

## Frühe Jahre
John McKiernan besuchte bis 1934 die University of Notre Dame und studierte dann bis 1937 an der Boston University Jura. Nach seiner Zulassung als Rechtsanwalt begann er in diesem Beruf zu arbeiten. Er wurde juristischer Berater des Dienstleitungsausschusses (Civil Service Commission). Zwischen 1942 und 1943 war er stellvertretender Anwalt in Providence. Zwischenzeitlich diente er während des Zweiten Weltkriegs als Soldat in der US-Armee.

## Politische Laufbahn
John McKiernan war Mitglied der Demokratischen Partei. Im Jahr 1946 wurde er zum Vizegouverneur von Rhode Island gewählt. In dieser Eigenschaft war er auch Präsident des Staatssenats. In diesem Gremium gab er 1949 die entscheidende Stimme zu einer Gesetzesvorlage ab, die den Demokraten erstmals nach über zehn Jahren wieder die Kontrolle Senatsausschüsse verschaffte. Nachdem Gouverneur John O. Pastore von seinem Amt zurücktrat, um seinen Sitz im US-Senat einzunehmen, musste McKiernan als dessen Stellvertreter dessen restliche Amtszeit als Gouverneur beenden. Das waren in diesem Fall etwa zwei Wochen zwischen dem 19. Dezember 1950 bis zum 2. Januar 1951. McKiernan hat sich selbst nicht um das Amt des Gouverneurs beworben. Stattdessen wurde er erneut mehrfach zum Vizegouverneur gewählt. Dieses Amt übte er von 1951 bis 1956 aus. In diesem Jahr trat er von diesem Posten zurück, weil er zu einem Richter am Obergericht (Superior Court) ernannt worden war.

## Familie und Tod
John McKiernan war mit Elizabeth St. Pierre verheiratet. Er starb am 9. März 1997 in Warwick.